# 喜美内駅
喜美内駅（きみないえき）は、樺太大泊郡富内村に存在した樺太拓殖鉄道の駅である。

## 歴史
- 1928年5月19日：古牧駅 - 当駅間が開業。これに伴い大泊駅 - 当駅間にて旅客営業を開始。当初は大泊駅 - 古牧駅間は蒸気機関車での運行、古牧駅 - 当駅間は馬力での運行であった[1]。
- 1929年：古牧駅 - 当駅間を蒸気化。
- 1935年10月2日：当駅 - 皆岸駅間が開通、翌年には富内駅まで延伸[2]。
- 1940年：バスとの競合により休止[3]。
- 1942年：王子製紙大泊工場への木材輸送のため貨物輸送のみ再開。
- 1944年1月：王子製紙大泊工場の操業中止に伴い貨物輸送休止（事実上の廃線）。

## 駅名の由来
当駅の所在する地名からであり、地名はアイヌ語の「キムン・ナイ（キム・ナイ、キフン・ナイ）」（山へ入り込んでいる川、山渓）による。 

## 隣の駅
樺太拓殖鉄道
古牧駅 - 喜美内駅 - 下喜美内駅